# Kick Him When He's Down
Kick Him When He's Down è un singolo della band punk Offspring. È stato l'unico singolo pubblicato dal secondo album della band, Ignition.
È stato pubblicato dopo l'ultimo singolo tratto dall'album Smash per generare interesse nel materiale meno recente del gruppo.
Ha raggiunto la posizione #22 nella Billboard Modern Rock Tracks.

## Contenuto
La canzone riguarda la propria autostima.
Se si è coinvolti in una rissa è necessario rialzarsi e tornare indietro a combattere.

## Formazione
- Dexter Holland - voce
- Noodles - chitarra e cori
- Greg K - basso e cori
- Ron Welty - batteria